# Ted Lewis
Ted Lewis, (Circleville, 1890. június 6. – New York, 1971. augusztus 25.) amerikai énekes, klarinétos, zenekarvezető.

## Pályafutása
Ted Lewis Theodore Leopold Friedman néven született 1890. június 6-án Circleville-ben, Ohio államban. A Circleville Boys' Band tagjaként tanult piccolo-n játszani, majd klarinétozni, szaxofonozni és trombitálni is.
Az ohioi Columbusban egy üzleti főiskolán érettségizett. 1909-re Ted és Edgar bátyja a Gus Sun vaudeville-lel turnéztak. Amikor ebbe belefáradt, New Yorkba költözött, akol klarinétos és szaxofononos lett. Jack Lewis énekessel „Lewis & Friedman” néven mentek turnézni. Ted Lewisként lett ismert.
1917-ben az Earl Fuller's Famous Jazz Band vezetője és klarinétosa lett. Fuller zenekara befutott. és 1919 közepén Ted Lewis jövedelmező ajánlatokat kapott. Egyszerre szerepelt a Greenwich Village Folliesben, a Ziegfeld Midnight Frolicban és a Keith’s Palace Theatre-ben.
1919-ben leszerződött a Columbia Records-hoz.
Ted Lewis zenészpartner volt Benny Goodman, Frank Teschemacher, Jimmy Dorsey, Jack Teagarden, Fats Waller, George Brunies, Don Murray és Muggsy Spanier mellett is. Az 1950-es évekig egyben tartotta zenekarát. 81 éves korában álmában halt meg.

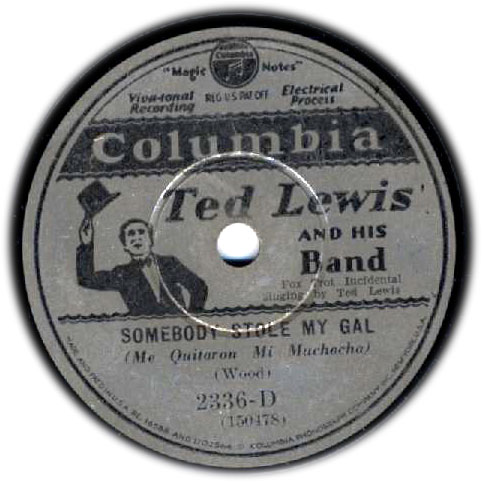

## Albumok
- 1950: Classic Jazz
- 1955: Everybody's Happy!
- 1956: The Medicine Man for the Blues
- é.n.: Vintage Show Biz Greats